# 青い季節 (SOPHIAの曲)
『青い季節』（あおいきせつ）は、2004年8月4日に発売されたSOPHIAの26枚目のシングル。

## 解説
- 前作から2か月を経てのシングルであり、2004年第4弾シングル。
- アルバム『EVERBLUE』の先行シングルであり、本作のジャケットは外国人が水中をバックにバイクを運転している。また、『EVERBLUE』のジャケットと連動している。
- SOPHIAのシングルでは唯一、コピーコントロールCDで売り出した。

## 収録曲
1. 青い季節
作詞・作曲:松岡充
2. blue color people
作詞:松岡充、作曲:豊田和貴
3. 青い季節（instrumental）
4. blue color people（instrumental）

## 楽曲の収録アルバム
- 10th ANNIVERSARY BEST (#1)